# Ministri responsabili dell'edilizia abitativa della Francia
Il ministro responsabile dell'edilizia abitativa è un membro del governo francese.
L'attuale ministro responsabile dell'edilizia abitativa è Valérie Létard, in carica dal 21 settembre 2024.

## Elenco
Le date indicate sono le date di assunzione o di cessazione dalle funzioni, che generalmente sono il giorno antecedente della data del  Journal officiel in cui è apparso il decreto di nomina.

### Terza Repubblica
| Ministro o segretario di Stato | Incarico                                | Ministro di vigilanza | Incarico           | Governo                          | Inizio          | Fine            |
| ------------------------------ | --------------------------------------- | --------------------- | ------------------ | -------------------------------- | --------------- | --------------- |
| Arthur Levasseur               | Alto commissario all'edilizia abitativa | Esercizio completo    | Esercizio completo | Painlevé II                      | 17 aprile 1925  | 29 ottobre 1925 |
| Arthur Levasseur               | Alto commissario all'alloggiamento      | Esercizio completo    | Esercizio completo | Painlevé III Briand VIII, IX e X | 29 ottobre 1925 | 19 luglio 1926  |

### Quarta Repubblica

#### Ministri o segretari di Stato
| Ministro o segretario di Stato     | Incarico                                                                                   | Ministro di vigilanza | Incarico                                                              | Governo          | Inizio           | Fine             |
| ---------------------------------- | ------------------------------------------------------------------------------------------ | --------------------- | --------------------------------------------------------------------- | ---------------- | ---------------- | ---------------- |
| Maurice Lemaire                    | Ministro della ricostruzione e dell'edilizia abitativa                                     | Esercizio completo    | Esercizio completo                                                    | Laniel I e II    | 28 giugno 1953   | 19 giugno 1954   |
| Maurice Lemaire                    | Ministro dell'edilizia abitativa e della ricostruzione                                     | Esercizio completo    | Esercizio completo                                                    | Mendès France    | 19 giugno 1954   | 14 agosto 1954   |
| Eugène Claudius-Petit (ad interim) | Ministro dell'edilizia abitativa e della ricostruzione                                     | Esercizio completo    | Esercizio completo                                                    | Mendès France    | 14 agosto 1954   | 3 settembre 1954 |
| Jacques Chaban-Delmas              | Ministro dell'edilizia abitativa e della ricostruzione                                     | Esercizio completo    | Esercizio completo                                                    | Mendès France    | 3 settembre 1954 | 12 novembre 1954 |
| Maurice Lemaire                    | Ministro dell'edilizia abitativa e della ricostruzione                                     | Esercizio completo    | Esercizio completo                                                    | Mendès France    | 12 novembre 1954 | 23 febbraio 1955 |
| Roger Duchet                       | Ministro della ricostruzione e dell'edilizia abitativa                                     | Esercizio completo    | Esercizio completo                                                    | Faure II         | 23 febbraio 1955 | 1º febbraio 1956 |
| Bernard Chochoy                    | Segretario di Stato per la ricostruzione, l'edilizia abitativa, l'industria e il commercio | Robert Lacoste        | Ministro degli affari economici e finanziari                          | Mollet           | 1º febbraio 1956 | 9 febbraio 1956  |
| Bernard Chochoy                    | Segretario di Stato per la ricostruzione, l'edilizia abitativa, l'industria e il commercio | Paul Ramadier         | Ministro degli affari economici e finanziari                          | Mollet           | 14 febbraio 1956 | 21 febbraio 1956 |
| Bernard Chochoy                    | Segretario di Stato per la ricostruzione e l'edilizia abitativa                            | Paul Ramadier         | Ministro degli affari economici e finanziari                          | Mollet           | 21 febbraio 1956 | 13 giugno 1957   |
| Bernard Chochoy                    | Segretario di Stato per la ricostruzione e l'edilizia abitativa                            | Félix Gaillard        | Ministro delle finanze, degli affari economici e della pianificazione | Bourgès-Maunoury | 17 giugno 1957   | 6 novembre 1957  |
| Pierre Garet                       | Ministro della ricostruzione e dell'edilizia abitativa                                     | Esercizio completo    | Esercizio completo                                                    | Gaillard         | 6 novembre 1957  | 14 maggio 1958   |
| Pierre Garet                       | Ministro della ricostruzione e dell'edilizia abitativa                                     | Esercizio completo    | Esercizio completo                                                    | Pflimlin         | 14 maggio 1958   | 1º giugno 1958   |

#### Sottosegretari di Stato (1956-1957)
La carica di sottosegretario di Stato per l'edilizia abitativa è stata creata il 1º febbraio 1956 durante la formazione del governo Mollet. Fu abolita il 6 novembre 1957 durante la formazione del governo Gaillard.
| Sottosegretario di Stato   | Incarico                                                             | Segretario di Stato di vigilanza | Incarico                                                                                    | Governo          | Inizio           | Fine             |
| -------------------------- | -------------------------------------------------------------------- | -------------------------------- | ------------------------------------------------------------------------------------------- | ---------------- | ---------------- | ---------------- |
| Pierre de Félice           | Sottosegretario di Stato alla ricostruzione e all'edilizia abitativa | Bernard Chochoy                  | Segretario di Stato per la ricostruzione e l'edilizia abitativa, l'industria e il commercio | Mollet           | 1º febbraio 1956 | 21 febbraio 1956 |
| Pierre de Félice           | Sottosegretario di Stato alla ricostruzione e all'edilizia abitativa | Bernard Chochoy                  | Segretario di Stato per la ricostruzione e l'edilizia abitativa                             | Mollet           | 21 febbraio 1956 | 22 febbraio 1957 |
| Nessuno                    | Nessuno                                                              | Nessuno                          | Segretario di Stato per la ricostruzione e l'edilizia abitativa                             | Mollet           | 22 febbraio 1957 | 17 giugno 1957   |
| Jacqueline Thome-Patenôtre | Sottosegretario di Stato alla ricostruzione e all'edilizia abitativa | Bernard Chochoy                  | Segretario di Stato per la ricostruzione e l'edilizia abitativa                             | Bourgès-Maunoury | 17 giugno 1957   | 6 novembre 1957  |

### Quinta Reppubblica
| Ministro o segretario di Stato         | Incarico                                                                                                  | Ministro di vigilanza           | Incarico | Governo                         | Inizio                          | Fine                            |                                 |                                 |
| Presidenza di Charles de Gaulle        | Presidenza di Charles de Gaulle                                                                           | Presidenza di Charles de Gaulle | Presidenza di Charles de Gaulle | Presidenza di Charles de Gaulle | Presidenza di Charles de Gaulle | Presidenza di Charles de Gaulle | Presidenza di Charles de Gaulle | Presidenza di Charles de Gaulle |
| -------------------------------------- | --- | ------------------------------- | --- | ------------------------------- | ------------------------------- | ------------------------------- | ------------------------------- | ------------------------------- |
| Roland Nungesser                       | Segretario di Stato per l'edilizia abitativa                                                              | Edgard Pisani                   | Ministro delle infrastrutture | Pompidou III                    | 8 gennaio 1966                  | 1º aprile 1967                  |                                 |                                 |
| Edgard Pisani                          | Ministro delle infrastrutture e dell'edilizia abitativa                                                   | Esercizio completo              | Esercizio completo | Pompidou IV                     | 6 aprile 1967                   | 28 aprile 1967                  |                                 |                                 |
| François Ortoli                        | Ministro delle infrastrutture e dell'edilizia abitativa                                                   | Esercizio completo              | Esercizio completo | Pompidou IV                     | 29 aprile 1967                  | 31 maggio 1968                  |                                 |                                 |
| Philippe Dechartre                     | Segretario di Stato per i problemi abitativi                                                              | Robert Galley                   | Ministro delle infrastrutture e dell'edilizia abitativa | Pompidou IV                     | 31 maggio 1968                  | 10 luglio 1968                  |                                 |                                 |
| Philippe Dechartre                     | Segretario di Stato per le infrastrutture e l'edilizia abitativa                                          | Albin Chalandon                 | Ministro delle infrastrutture e dell'edilizia abitativa | Couve de Murville               | 10 luglio 1968                  | 20 giugno 1969                  |                                 |                                 |
| Presidenza di Georges Pompidou         | |                                 | |                                 |                                 |                                 |                                 |                                 |
| Robert-André Vivien                    | Segretario di Stato per l'edilizia abitativa                                                              | Albin Chalandon                 | Ministro delle infrastrutture e dell'edilizia abitativa | Chaban-Delmas                   | 22 giugno 1969                  | 5 luglio 1972                   |                                 |                                 |
| Christian Bonnet                       | Segretario di Stato per l'edilizia abitativa                                                              | Olivier Guichard                | Ministro della pianificazione territoriale, delle infrastrutture, dell'edilizia abitativa e del turismo                                                       | Messmer I                       | 6 luglio 1972                   | 28 marzo 1973                   |                                 |                                 |
| Christian Bonnet                       | Segretario di Stato per l'edilizia e gli alloggi                                                          | Olivier Guichard                | Ministro della pianificazione territoriale, delle infrastrutture, dell'edilizia abitativa e del turismo                                                       | Messmer II                      | 12 aprile 1973                  | 27 febbraio 1974                |                                 |                                 |
| Christian Bonnet                       | Segretario di Stato per l'edilizia                                                                        | Olivier Guichard                | Ministro di Stato, ministro della pianificazione territoriale, delle infrastrutture e dei trasporti                                                           | Messmer III                     | 1º marzo 1974                   | 27 maggio 1974                  |                                 |                                 |
| Presidenza di Valéry Giscard d'Estaing | |                                 | |                                 |                                 |                                 |                                 |                                 |
| Jacques Barrot                         | Segretario di Stato per l'edilizia abitativa                                                              | Robert Galley                   | Ministro delle infrastrutture | Chirac I                        | 8 giugno 1974                   | 25 agosto 1976                  |                                 |                                 |
| Jacques Barrot                         | Segretario di Stato per l'edilizia abitativa                                                              | Jean-Pierre Fourcade            | Ministro delle infrastrutture | Barre I                         | 25 agosto 1976                  | 29 marzo 1977                   |                                 |                                 |
| Jacques Barrot                         | Segretario di Stato per l'edilizia abitativa                                                              | Jean-Pierre Fourcade            | Ministro delle infrastrutture e della pianificazione regionale                                                                                                | Barre II                        | 29 marzo 1977                   | 26 settembre 1977               |                                 |                                 |
| Jacques Barrot                         | Segretario di Stato per l'edilizia abitativa                                                              | Fernand Icart                   | Ministro delle infrastrutture e della pianificazione regionale                                                                                                | Barre II                        | 26 settembre 1977               | 31 marzo 1978                   |                                 |                                 |
| Marcel Cavaillé                        | Segretario di Stato per l'edilizia abitativa                                                              | Michel d'Ornano                 | Ministro dell'ambiente e dell'ambiente di vita | Barre III                       | 6 aprile 1978                   | 2 ottobre 1980                  |                                 |                                 |
| Presidenza di François Mitterrand      | |                                 | |                                 |                                 |                                 |                                 |                                 |
| Roger Quilliot                         | Ministro dell'edilizia abitativa                                                                          | Esercizio completo              | Esercizio completo | Mauroy I                        | 21 maggio 1981                  | 22 giugno 1981                  |                                 |                                 |
| Roger Quilliot                         | Ministro dell'urbanistica e dell'edilizia                                                                 | Esercizio completo              | Esercizio completo | Mauroy II e III                 | 22 giugno 1981                  | 4 ottobre 1983                  |                                 |                                 |
| Paul Quilès                            | Ministro dell'urbanistica e dell'edilizia                                                                 | Esercizio completo              | Esercizio completo | Mauroy III                      | 4 ottobre 1983                  | 17 luglio 1984                  |                                 |                                 |
| Paul Quilès                            | Ministro dell'urbanistica, dell'edilizia abitativa e dei trasporti                                        | Esercizio completo              | Esercizio completo | Fabius                          | 17 luglio 1984                  | 20 settembre 1985               |                                 |                                 |
| Jean Auroux                            | Ministro dell'urbanistica, dell'edilizia abitativa e dei trasporti                                        | Esercizio completo              | Esercizio completo | Fabius                          | 20 settembre 1985               | 20 marzo 1986                   |                                 |                                 |
| Pierre Méhaignerie                     | Ministro delle infrastrutture, dell'edilizia abitativa, della pianificazione territoriale e dei trasporti | Esercizio completo              | Esercizio completo | Chirac II                       | 20 marzo 1986                   | 10 maggio 1988                  |                                 |                                 |
| Philippe Essig                         | Segretario di Stato per l'edilizia abitativa                                                              | Maurice Faure                   | Ministro di Stato, ministro delle infrastrutture e dell'edilizia abitativa                                                                                    | Rocard I                        | 10 maggio 1988                  | 22 giugno 1988                  |                                 |                                 |
| Maurice Faure                          | Ministro di Stato, ministro delle infrastrutture e dell'edilizia abitativa                                | Esercizio completo              | Esercizio completo | Rocard II                       | 22 giugno 1988                  | 22 febbraio 1989                |                                 |                                 |
| Michel Delebarre                       | Ministro delle infrastrutture, dell'edilizia abitativa, dei trasporti e del mare                          | Esercizio completo              | Esercizio completo | Rocard II                       | 22 febbraio 1989                | 29 marzo 1989                   |                                 |                                 |
| Louis Besson                           | Ministro delegato all'edilizia abitativa                                                                  | Michel Delebarre                | Ministro delle infrastrutture, dell'edilizia abitativa, dei trasporti e del mare                                                                              | Rocard II                       | 29 marzo 1989                   | 21 dicembre 1990                |                                 |                                 |
| Louis Besson                           | Ministro delle infrastrutture, dell'edilizia abitativa, dei trasporti e del mare                          | Esercizio completo              | Esercizio completo | Rocard II                       | 21 dicembre 1990                | 15 maggio 1991                  |                                 |                                 |
| Marcel Debarge                         | Segretario di Stato per l'edilizia abitativa                                                              | Paul Quilès                     | Ministro delle infrastrutture, dell'edilizia abitativa, dei trasporti e dello spazio                                                                          | Cresson                         | 15 maggio 1991                  | 2 aprile 1992                   |                                 |                                 |
| Marie-Noëlle Lienemann                 | Ministro delegato all'edilizia abitativa e all'ambiente di vita                                           | Jean-Louis Bianco               | Ministro delle infrastrutture, dell'edilizia abitativa e dei trasporti                                                                                        | Bérégovoy                       | 2 aprile 1992                   | 28 marzo 1993                   |                                 |                                 |
| Hervé de Charette                      | Ministro dell'edilizia abitativa                                                                          | Esercizio completo              | Esercizio completo | Balladur                        | 29 marzo 1993                   | 11 maggio 1995                  |                                 |                                 |
| Presidenza di Jacques Chirac           | |                                 | |                                 |                                 |                                 |                                 |                                 |
| Pierre-André Périssol                  | Ministro dell'edilizia abitativa                                                                          | Esercizio completo              | Esercizio completo | Juppé I                         | 17 maggio 1995                  | 7 novembre 1995                 |                                 |                                 |
| Pierre-André Périssol                  | Ministro delegato all'edilizia abitativa                                                                  | Bernard Pons                    | Ministro delle infrastrutture, dell'edilizia abitativa, dei trasporti e del turismo                                                                           | Juppé II                        | 7 novembre 1995                 | 2 giugno 1997                   |                                 |                                 |
| Louis Besson                           | Segretario di Stato per l'edilizia abitativa                                                              | Jean-Claude Gayssot             | Ministro delle infrastrutture, dei trasporti e dell'edilizia abitativa                                                                                        | Jospin                          | 2 giugno 1997                   | 27 marzo 2001                   |                                 |                                 |
| Marie-Noëlle Lienemann                 | Segretario di Stato per l'edilizia abitativa                                                              | Jean-Claude Gayssot             | Ministro delle infrastrutture, dei trasporti e dell'edilizia abitativa                                                                                        | Jospin                          | 27 marzo 2001                   | 6 maggio 2002                   |                                 |                                 |
| Gilles de Robien                       | Ministro delle infrastrutture, dei trasporti, dell'edilizia abitativa, del turismo e del mare             | Esercizio completo              | Esercizio completo | Raffarin I e II                 | 8 maggio 2002                   | 30 marzo 2004                   |                                 |                                 |
| Marc-Philippe Daubresse                | Segretario di Stato per l'edilizia abitativa                                                              | Jean-Louis Borloo               | Ministro dell'occupazione, del lavoro e della coesione sociale                                                                                                | Raffarin III                    | 30 marzo 2004                   | 28 ottobre 2004                 |                                 |                                 |
| Marc-Philippe Daubresse                | Ministro delegato all'edilizia e alla città                                                               | Jean-Louis Borloo               | Ministro dell'occupazione, del lavoro e della coesione sociale                                                                                                | Raffarin III                    | 28 ottobre 2004                 | 31 maggio 2005                  |                                 |                                 |
| Jean-Louis Borloo                      | Ministro dell'occupazione, della coesione sociale e dell'edilizia                                         | Esercizio completo              | Esercizio completo | Villepin                        | 2 giugno 2005                   | 15 maggio 2007                  |                                 |                                 |
| Presidenza di Nicolas Sarkozy          | |                                 | |                                 |                                 |                                 |                                 |                                 |
| Christine Boutin                       | Ministro dell'edilizia abitativa e della città                                                            | Esercizio completo              | Esercizio completo | Fillon I                        | 18 maggio 2007                  | 19 giugno 2007                  |                                 |                                 |
| Christine Boutin                       | Ministro dell'edilizia abitativa e della città                                                            | Esercizio completo              | Esercizio completo | Fillon II                       | 19 giugno 2007                  | 15 gennaio 2009                 |                                 |                                 |
| Christine Boutin                       | Ministro dell'edilizia abitativa                                                                          | Esercizio completo              | Esercizio completo | Fillon II                       | 15 gennaio 2009                 | 23 giugno 2009                  |                                 |                                 |
| Benoist Apparu                         | Segretario di Stato per l'edilizia abitativa e l'urbanistica                                              | Jean-Louis Borloo               | Ministro di Stato, ministro dell'ecologia, dell'energia, dello sviluppo sostenibile e del mare, responsabile delle tecnologie verdi e dei negoziati sul clima | Fillon II                       | 23 giugno 2009                  | 13 novembre 2010                |                                 |                                 |
| Benoist Apparu                         | Segretario di Stato per l'edilizia abitativa                                                              | Nathalie Kosciusko-Morizet      | Ministro dell'ecologia, dello sviluppo sostenibile, dei trasporti e dell'edilizia abitativa                                                                   | Fillon III                      | 23 giugno 2009                  | 22 febbraio 2012                |                                 |                                 |
| Benoist Apparu                         | Ministro responsabile dell'edilizia abitativa                                                             | François Fillon (ad interim)    | Ministro dell'ecologia, dello sviluppo sostenibile, dei trasporti e dell'edilizia abitativa                                                                   | Fillon III                      | 22 febbraio 2012                | 10 maggio 2012                  |                                 |                                 |
| Presidenza di François Hollande        | |                                 | |                                 |                                 |                                 |                                 |                                 |
| Cécile Duflot                          | Ministro dell'uguaglianza territoriale e dell'edilizia abitativa                                          | Esercizio completo              | Esercizio completo | Ayrault 1 e II                  | 16 maggio 2012                  | 2 aprile 2014                   |                                 |                                 |
| Sylvia Pinel                           | Ministro dell'edilizia abitativa e dell'uguaglianza territoriale                                          | Esercizio completo              | Esercizio completo | Valls I                         | 2 aprile 2014                   | 25 agosto 2014                  |                                 |                                 |
| Sylvia Pinel                           | Ministro dell'edilizia abitativa, dell'uguaglianza territoriale e della ruralità                          | Esercizio completo              | Esercizio completo | Valls III                       | 26 agosto 2014                  | 11 febbraio 2016                |                                 |                                 |
| Emmanuelle Cosse                       | Ministro dell'edilizia abitativa e dell'habitat sostenibile                                               | Esercizio completo              | Esercizio completo | Valls III                       | 11 febbraio 2016                | 6 dicembre 2016                 |                                 |                                 |
| Emmanuelle Cosse                       | Ministro dell'edilizia abitativa e dell'habitat sostenibile                                               | Esercizio completo              | Esercizio completo | Cazeneuve                       | 6 dicembre 2016                 | 17 maggio 2017                  |                                 |                                 |
| Presidenza di Emmanuel Macron          | |                                 | |                                 |                                 |                                 |                                 |                                 |
| Nessuno                                | Nessuno                                                                                                   | Richard Ferrand                 | Ministro della coesione territoriale | Philippe I                      | 17 maggio 2017                  | 21 giugno 2017                  |                                 |                                 |
| Julien Denormandie                     | Segretario di Stato                                                                                       | Jacques Mézard                  | Ministro della coesione territoriale | Philippe II                     | 21 giugno 2017                  | 16 ottobre 2018                 |                                 |                                 |
| Julien Denormandie                     | Ministro responsabile per la città e l'edilizia                                                           | Jacqueline Gourault             | Ministro della coesione territoriale e dei rapporti con le collettività territoriali                                                                          | Philippe II                     | 16 ottobre 2018                 | 6 luglio 2020                   |                                 |                                 |
| Emmanuelle Wargon                      | Ministro delegato all'edilizia abitativa                                                                  | Barbara Pompili                 | Ministro della transizione ecologica | Castex                          | 6 luglio 2020                   | 20 maggio 2022                  |                                 |                                 |
| Nessuno                                | Nessuno                                                                                                   | Amélie de Montchalin            | Ministro della transizione ecologica e della coesione territoriale                                                                                            | Borne                           | 20 maggio 2022                  | 4 luglio 2022                   |                                 |                                 |
| Olivier Klein                          | Ministro delegato alla città e all'edilizia                                                               | Christophe Béchu                | Ministro della transizione ecologica e della coesione territoriale                                                                                            | Borne                           | 4 luglio 2022                   | 20 luglio 2023                  |                                 |                                 |
| Patrice Vergriete                      | Ministro delegato all'edilizia abitativa                                                                  | Christophe Béchu                | Ministro della transizione ecologica e della coesione territoriale                                                                                            | Borne                           | 20 luglio 2023                  | 11 gennaio 2024                 |                                 |                                 |
| Nessuno                                | Nessuno                                                                                                   | Nessuno                         | Ministro della transizione ecologica e della coesione territoriale                                                                                            | Attal                           | 11 gennaio 2024                 | 8 febbraio 2024                 |                                 |                                 |
| Guillaume Kasbarian                    | Ministro delegato all'edilizia abitativa                                                                  | Christophe Béchu                | Ministro della transizione ecologica e della coesione territoriale                                                                                            | Attal                           | 8 febbraio 2024                 | in carica                       |                                 |                                 |